# Vinko Basile
Vinko Basile (tal. Vincenzo Basile; Siculiana, 28. prosinca 1811. ‒ Palermo, 3. ožujka 1882.) bio je talijanski katolički svećenik iz reda isusovaca, misionar i kulturni djelatnik.

## Životopis
Kao isusovački misionar djelovao je od 1841. do 1843. u Albaniji. Nakon toga je djelovao u hrvatskim krajevima sve do 1872. kada se vratio na Siciliju. Od 1845. do 1852. bio je župnik u Gradcu. Tamo je izgradio mjesnu crkvu, župni dvor i školu koju je vodio. Na području Trebinjske biskupije djdelovao je kao apostolski vizitator.
U razdoblju od 1852. do 1859. bio je superior isusovačke Ilirsko-dalmatinske misije. Na poziv nadbiskupa Juraja Haulika misionario je na područjima sjeverne Hrvatske, odnosno u Zagrebu, Krapini, Varaždinu i dr. Od 1861. do 1865. bio je duhovnik u Požeškom kolegiju.

## Djela
- „Molitvenik za katolička poslanstva”
- „Razmišljajte ova dobro” (prijevod djela Bartola Baudranda)[1]

### Članci
- Palanović, Elizabeta. 1983. Basile, Vinko. Hrvatski biografski leksikon. Zagreb.  journal zahtijeva |journal= (pomoć)